# Birkum Mose
Birkum Mose ligger cirka 4 kilometer nord for Birkum og 1 kilometer øst for Fraugde Kirke. Området er præget af sort tørvejord, med bevoksning af Rød-El og pindsvineknop.
Det synes underligt, at denne mose hører ind under Birkum bylaug, da afstanden til Fraugde er så kort. Grunden til at mosen hører under Birkum ejerlav er, at alle gårde i Birkum havde et stykke jord til deres ungkreaturer. Mosen gennemskæres af Birkum Mosevej, der tidligere førte til Fraugde og som nu er spærret for motorkøretøjer. 
Fraugde Bæk, som løber ud fra voldgravene omkring Fraugdegaard, løber gennem mosen. Bækken blev rettet ud i 1920'erne og dræning blev foretaget. Mosen havde tidligere været anvendt til tørvegravning og høslet. Afvandingen gjorde, at moseområdet kunne anvendes til landbrug, hvilket strakte sig frem til 1993. 
I dag henligger dele af mosen som rekreativt område for de nye bydele i Fraugde. Disse dele er ejet af Odense Kommune med henblik på græssende kreaturer og stier, som skal lede gennem området.
Der ligger 6 huse langs Birkum Mosevej. Det hus, der påkalder sig mest opmærksomhed, er det såkaldte ”Kommunehus”. Huset blev opført af Fraugde Kommune i starten af 1900-tallet. Bygningen blev indrettet med 3 lejligheder, beregnet til fattige familier, enlige mødre og andre, der ikke kunne skaffe sig selv tag over hovedet. Placeringen ”langt” ude i mosen kan undre i dag, men det indikerer, at huset skulle ”gemmes af vejen”, idet de højere samfundslag i Fraugde by ikke ville have sådanne personer som naboer.
Huset er i dag moderniseret og der er kun navnet tilbage, men hentydningen findes stadig, når talen falder på det pågældende hus.